# Reachstacker
Reachstacker, vereinzelt auf Deutsch Greifstapler genannt, sind Flurförderzeuge, die zum Stapeln und Umschlagen von Containern vom Boden oder von und zu Bahnwagen oder von und zu Wechselbrücken dienen. Es handelt sich um schwere Radfahrzeuge mit bis zu 50 Tonnen Hublast und bis rund 100 Tonnen Eigenmasse.

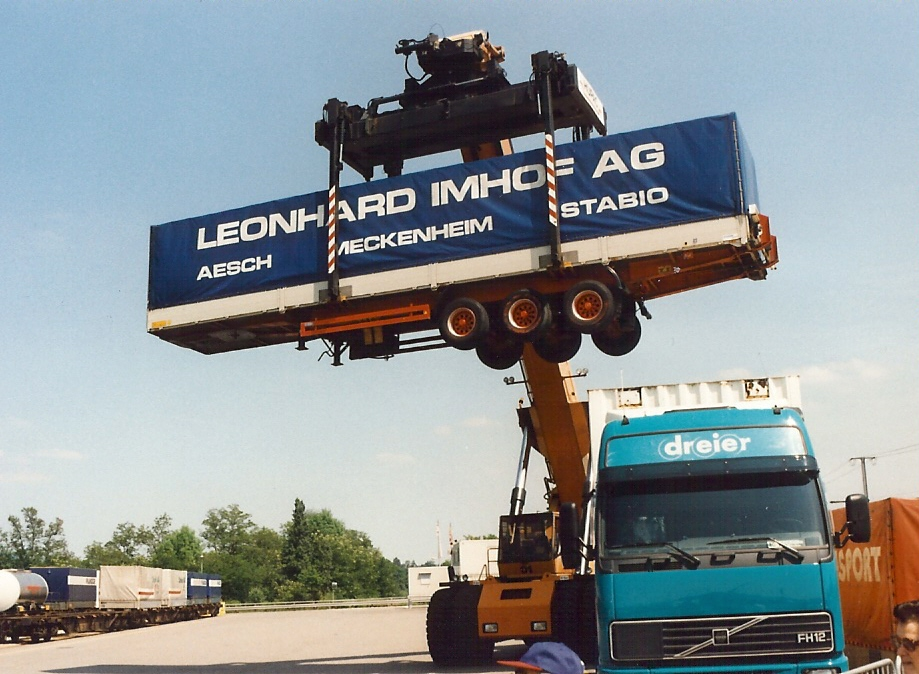
Ein Greifstapler hebt einen Sattelauflieger

Im Gegensatz zu konventionellen Gabelstaplern ist der Spreader (Lastaufnahmemittel) bei Reachstackern nicht an einem Hubgerüst montiert, sondern am Ende eines schrägen Armes ähnlich dem eines Teleskopkranes oder Teleskopladers. Dadurch greift der Reachstacker die Ladeeinheiten von oben, wenn nötig über andere Container hinweg. Moderne Fahrzeuge können zwei Containerbreiten weit ausgreifen und Container so bis in die dritte Reihe stapeln. Sie können auch über ein Gleis hinwegreichen und so beispielsweise Container direkt von einem Zug auf den Zug im Nachbargleis umladen. Ein herkömmlicher Stapler müsste dafür jeden Container fahrend und wendend rangieren.
Reachstacker sind vor allem für kleinere Umschlagterminals eine preisgünstige Alternative zu Portalkränen und Portalhubwagen (englisch Van Carrier). Durch die Aufnahme eines speziellen Geschirrs, dem sogenannten „Piggyback-Spreader“ (manchmal auch den Wortsinn entstellend auf „Piggyback“ – englisch für Huckepack – verkürzt), lassen sich auch komplette Sattelauflieger aufnehmen und z. B. auf Waggons aufsetzen, was häufig bei intermodalen Verkehren zu sehen ist.
Zu den wichtigsten Herstellern von Reachstackern gehören Konecranes, Terex, Kalmar, CVS Ferrari (Belotti), Liebherr, Hyster, Sany und die Kion Group.

## Bildergalerie

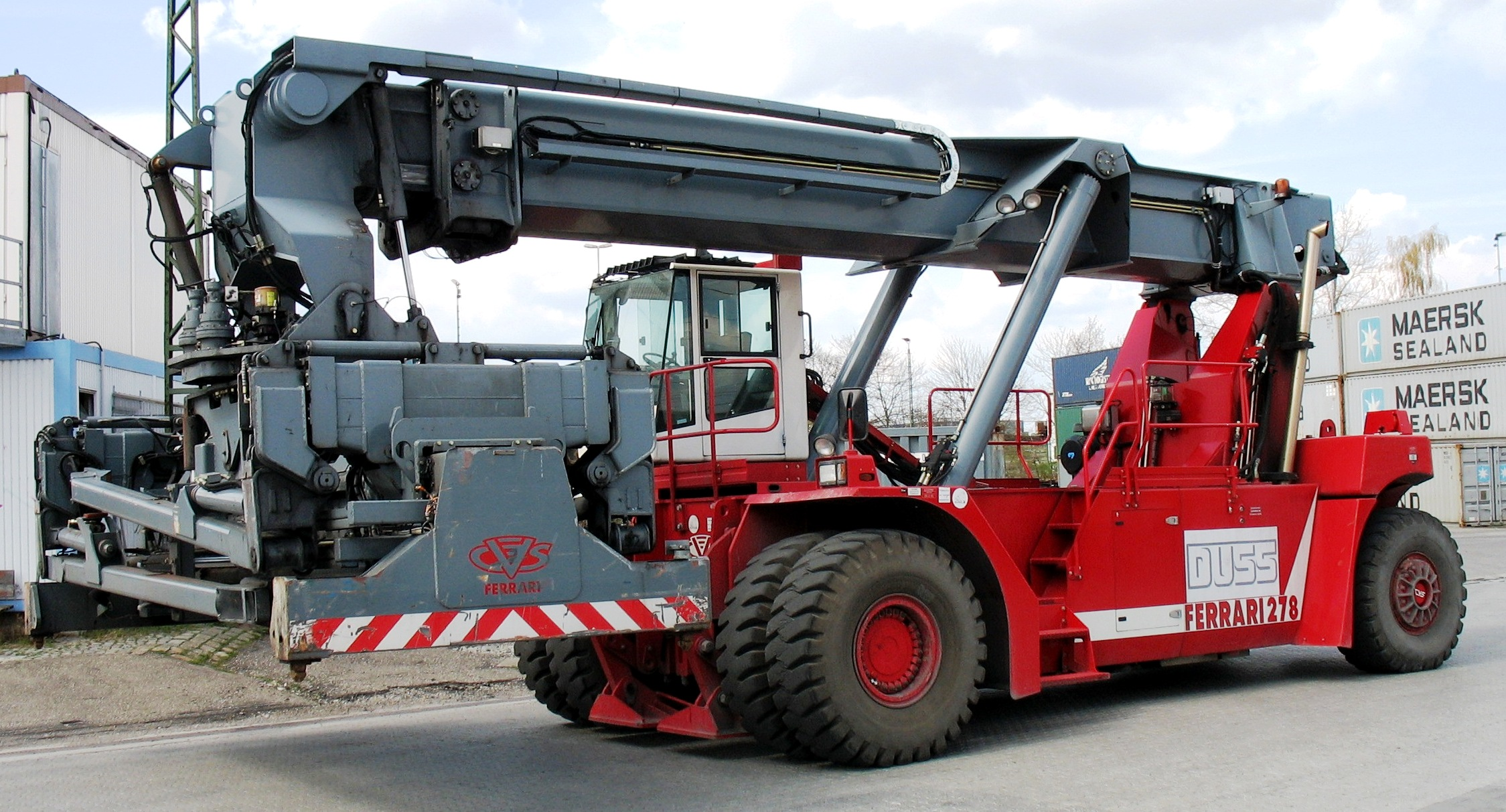
Reachstacker
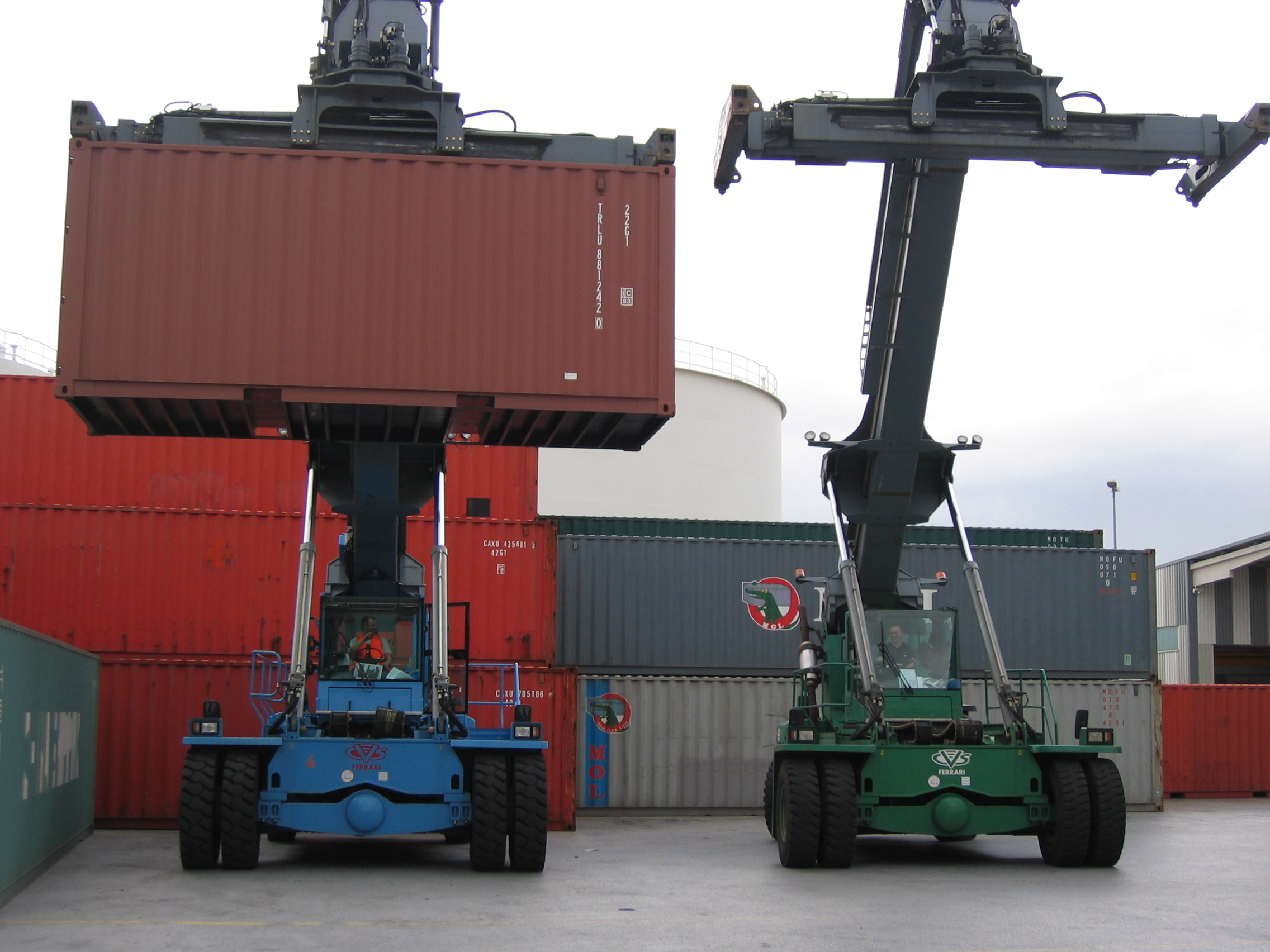
Zwei Reachstacker von vorn
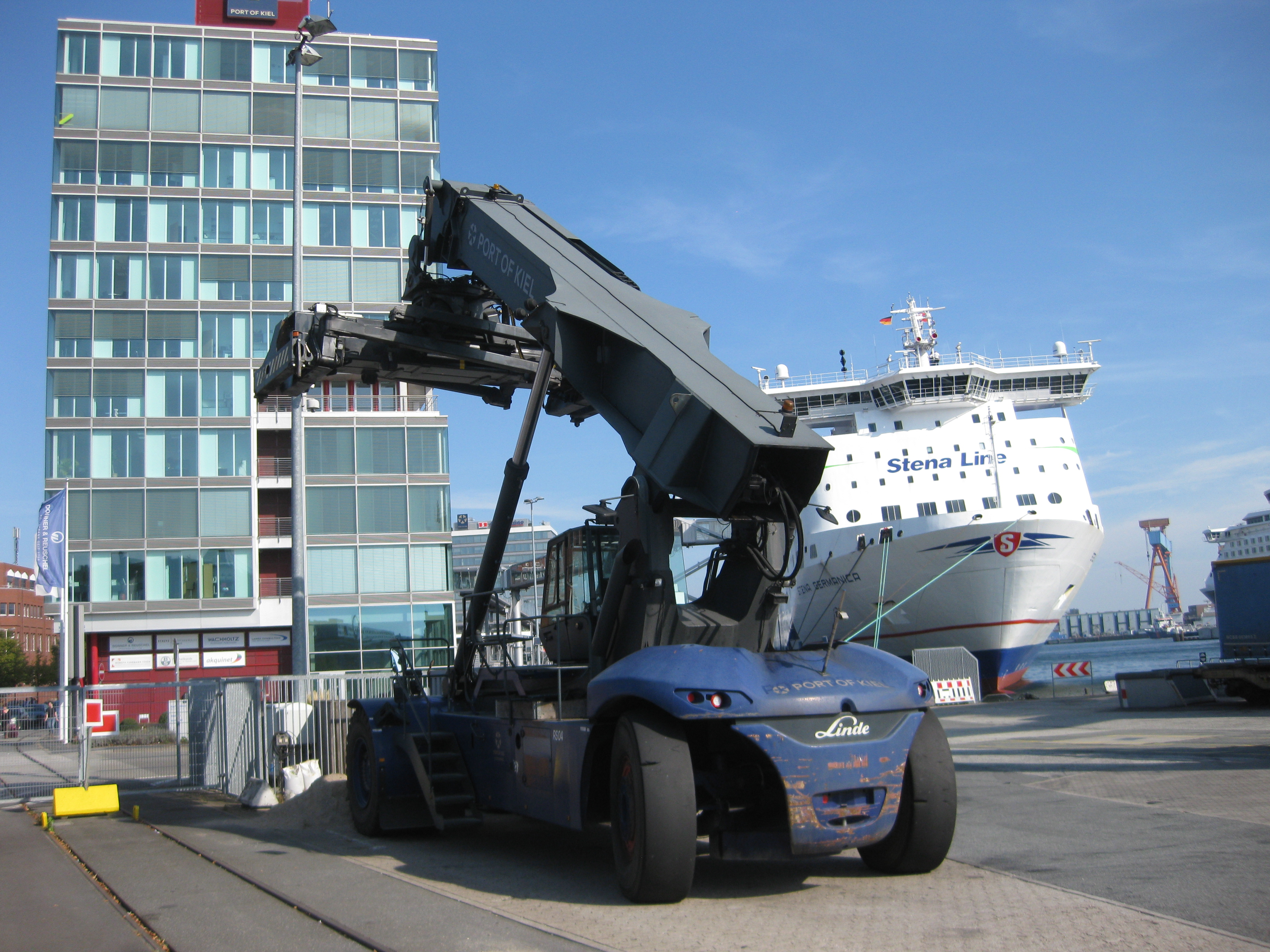
Linde-Reachstacker im Kieler Hafen
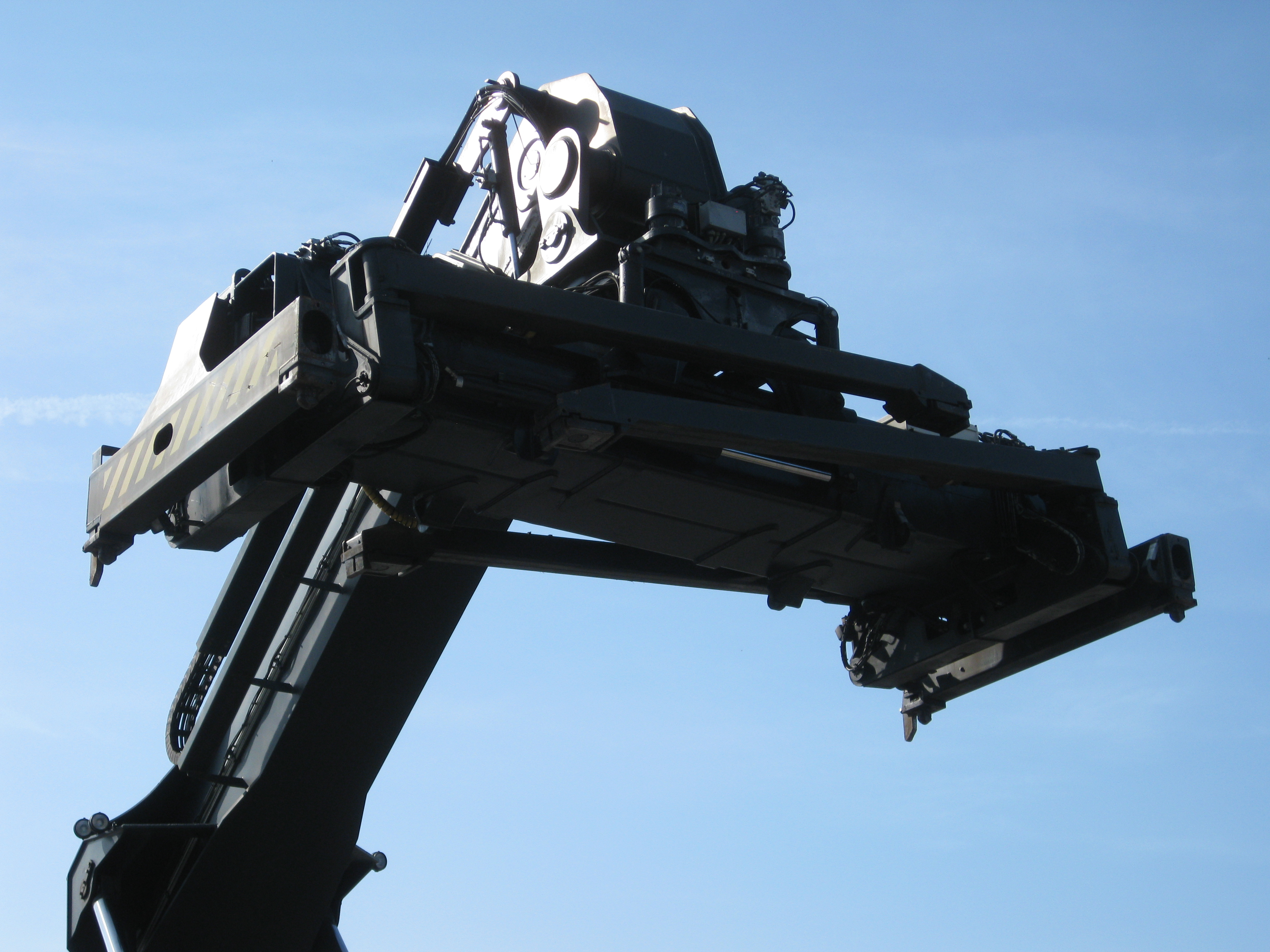
Greifarm eines Reachstacker
- Video: Ein Sattelauflieger wird be- und entladen